# Piet van Overbeek
Piet van Overbeek ('s-Hertogenbosch, 6 mei 1926 – aldaar, 8 januari 2004) was een Nederlands voetballer.

## Voetballoopbaan
Van Overbeek maakte in 1946 zijn competitiedebuut bij BVV. Met die club werd hij in 1948 kampioen van Nederland. Van Overbeek speelde op 23 april 1949 eenmaal (als rechtsbuiten) in een interland, tegen Frankrijk. Na afloop van zijn spelersloopbaan ging hij een café runnen aan de Graafseweg in Den Bosch. Hij overleed in 2003 op 77-jarige leeftijd. Van Overbeek is de grootvader van Anthony Lurling, die zelf ook de selectie van het Nederlands Elftal haalde. 

### Carrièrestatistieken
| Seizoen         | Club            | Land            | Competitie                   | Competitie | Competitie | Beker | Beker | Internationaal | Internationaal | Overig | Overig | Totaal | Totaal |
| Seizoen         | Club            | Land            | Competitie                   | Wed.       | Dlp.       | Wed.  | Dlp.  | Wed.           | Dlp.           | Wed.   | Dlp.   | Wed.   | Dlp.   |
| --------------- | --------------- | --------------- | ---------------------------- | ---------- | ---------- | ----- | ----- | -------------- | -------------- | ------ | ------ | ------ | ------ |
| 1954/55         | BVV             | Nederland       | Eerste klasse C (Afgebroken) | –          | 7          | –     | –     | –              | –              | 0      | 0      | –      | 7      |
| 1954/55         | BVV             | Nederland       | Eerste klasse D              | –          | 10         | –     | –     | –              | –              | 0      | 0      | –      | 10     |
| 1955/56         | BVV             | Nederland       | Hoofdklasse B                | –          | 13         | –     | –     | –              | –              | 0      | 0      | –      | 13     |
| 1956/57         | BVV             | Nederland       | Eredivisie                   | 33         | 12         | –     | 0     | –              | –              | 0      | 0      | –      | 12     |
| 1957/58         | BVV             | Nederland       | Eredivisie                   | 26         | 9          | –     | 0     | –              | –              | 0      | 0      | –      | 9      |
| 1958/59         | BVV             | Nederland       | Eerste divisie A             | –          | 4          | –     | 0     | –              | –              | 0      | 0      | –      | 4      |
| 1959/60         | BVV             | Nederland       | Eerste divisie A             | –          | 4          | –     | –     | –              | –              | 0      | 0      | –      | 4      |
| 1960/61         | BVV             | Nederland       | Eerste divisie A             | –          | 0          | –     | –     | –              | –              | 0      | 0      | –      | 0      |
| 1961/62         | BVV             | Nederland       | Eerste divisie A             | –          | 1          | –     | –     | –              | –              | 0      | 0      | –      | 1      |
| Carrière totaal | Carrière totaal | Carrière totaal | Carrière totaal              | –          | 60         | –     | 0     | 0              | 0              | 0      | 0      | –      | 60     |

## Interlandcarrière
Op 23 april 1949 debuteerde Van Overbeek bij het Nederlands voetbalelftal in een vriendschappelijke wedstrijd tegen Frankrijk.
| Interlands van Piet van Overbeek voor Nederland | Interlands van Piet van Overbeek voor Nederland | Interlands van Piet van Overbeek voor Nederland | Interlands van Piet van Overbeek voor Nederland | Interlands van Piet van Overbeek voor Nederland | Interlands van Piet van Overbeek voor Nederland |
| №                                               | Datum                                           | Wedstrijd                                       | Uitslag                                         | Soort wedstrijd                                 | Doelpunten                                      |
| Als speler bij BVV                              | Als speler bij BVV                              | Als speler bij BVV                              | Als speler bij BVV                              | Als speler bij BVV                              | Als speler bij BVV                              |
| ----------------------------------------------- | ----------------------------------------------- | ----------------------------------------------- | ----------------------------------------------- | ----------------------------------------------- | ----------------------------------------------- |
| 1.                                              | 23 april 1949                                   | Frankrijk – Nederland                           | 4 – 1                                           | Vriendschappelijk                               | 0                                               |

## Erelijst
BVV
| Nationaal     |    |         |
| Landskampioen | 1x | 1947/48 |